# FACE to Face
「FACE to Face」（フェイス・トゥ・フェイス）は、KAT-TUNの21作目のシングル曲。2013年5月15日にJ-One Recordsから発売された。

## 概要
初回限定盤・通常盤2形態の3形態で発売。
「FACE to Face」は亀梨和也主演、ジェイ・ストーム配給映画『俺俺』の主題歌。通常盤に収録されている「DRAMATIC」は、日本テレビ系プロ野球中継『Dramatic Game 1844』のイメージソング、ならびに日本テレビ『Going!Sports&News』のテーマソングとなっている。また、『J SPORTS STADIUM“野球好き”』の広島テレビ制作分（広島東洋カープ主催ゲームの同局地上波ローカルと同時放送）でもハイライトとエンディングで使用されている（同局の中継は基本的に日本テレビの中継に準拠した形式で行っているため）。
2013年9月末をもって田中聖が脱退したため、田中が参加した最後のシングルとなった。

## 収録曲

### CD

#### 通常盤
1. FACE to Face
作詞：AGKY、作曲：Andreas Johansson, Laika Leon、編曲：Quark not Dirty, Andreas Johansson
  - 亀梨和也主演 ジェイ・ストーム配給映画『俺俺』主題歌
2. DRAMATIC
作詞・作曲：Laika Leon、編曲：Billy Marx Jr.
  - 日本テレビ系プロ野球中継『Dramatic Game 1844』イメージソング
  - 日本テレビ系『Going!Sports&News』テーマソング
3. あの日のまま
作詞・作曲：Nai-T、編曲：twenty forty
4. FACE to Face（オリジナル・カラオケ）
5. DRAMATIC（オリジナル・カラオケ）
6. あの日のまま（オリジナル・カラオケ）

#### 通常盤初回プレス仕様
1. FACE to Face
2. FLASH - 田口淳之介
作詞：田口淳之介、作曲：Daniel Sherman, Andy Gilbert, Claire Rodrigues、編曲：Daniel Sherman, Andy Gilbert, TAKAROT

#### 初回限定盤
1. FACE to Face
2. LIVE ON
作詞：RUCCA、作曲：RAT-0124、編曲：DREADSTORE COWBOY, RAT-0124
3. LIVE ON（オリジナル・カラオケ）

### DVD

#### 初回限定盤
1. FACE to Face（ビデオ・クリップ＋メイキング）

#### 通常盤初回プレス仕様
1. FLASH（ビデオ・クリップ＋スペシャル映像）- 田口淳之介
友情出演：亀梨和也

## テレビ出演
FACE to Face
- 『ザ少年倶楽部プレミアム』（2013年6月19日、NHK BSプレミアム）

あの日のまま
- 『ザ少年倶楽部プレミアム』（2013年6月19日、NHK BSプレミアム）
テレビ初披露

FLASH
- 『ザ少年倶楽部プレミアム』（2013年6月19日、NHK BSプレミアム）
テレビ初披露